# Doljane
Pour le village kosovar, voir Doljane (Zvečan).
Doljane (en serbe cyrillique : Дољане) est un village de Serbie situé sur le territoire de la Ville de Kruševac, district de Rasina. Au recensement de 2011, il comptait 207 habitants.

## Démographie
| 1948 | 1953 | 1961 | 1971 | 1981 | 1991 | 2002 | 2011 |
| ---- | ---- | ---- | ---- | ---- | ---- | ---- | ---- |
| 592  | 590  | 587  | 488  | 409  | 357  | 262  | 207  |

|  |